# Sagn
 Der er for få eller ingen kildehenvisninger i denne artikel, hvilket er et problem. Du kan hjælpe ved at angive troværdige kilder til de påstande, som fremføres i artiklen.

Sagn er fortællinger, der udgør en genre med udgangspunkt i mundtlig tradition. Mange sagn er blevet nedskrevet langt senere end oprindelsen og senere udgivet som led i indsamling af folkeminder. Ordet sagn betyder oprindeligt "udsagn" eller "beretning" og hænger sprogligt sammen med ord som sagde og sige.

## Definitioner og begrebsafklaringer
Sagn er ofte allegorier og/eller traditionelle fortællinger; derfor er de begrebsmæssigt beslægtede med myter. I modsætning til sagn involverer myter altid uforklarlige fænomener, ligesom handlingsforløbet i myter ofte er skæbnebestemt. Sagn betegner derimod normalt begivenheder i historisk tid med menneskelige aktører som hovedpersoner.
Begrebet legende sidestilles i almindelig tale til tider med sagn. En legende er oprindeligt en opbyggelig fortælling med kristent indhold – fx om en helgens eller helgenindes liv. Mens hovedpersonen i en legende er forbillede for en guddommelig vilje, er sagnhelten snarere et symbol på den fælles vilje, f.eks. til at forsvare sig mod en fjendtlig overmagt.
I modsætning til eventyr, som er en fiktionsgenre, vil sagn ofte indeholde en kerne af sandhed, der f.eks. kan underbygges af skriftlige kilder.

## Historie
Allerede i antikken var sagn udbredte. Blandt de ældste overleverede samlinger af sagn er Homers Iliaden og Odysseen, som er nedskrevet for ca. 2800 år siden, men formentlig i mundtlige versioner mere end 3000 år gamle. Den romerske tradition omfatter bl.a. sagnet om byens grundlæggere, Romulus og Remus. Skriftkulturens fremvækst betød imidlertid, at beretningerne fra de antikke forfattere hurtigt tog karakter af historiske fortællinger, hvilket bl.a. Herodot er et eksempel på.
Sagnene levede dog videre, bl.a. i Germansk kultur. De fleste af disse er nedskrevet i perioden fra 800 – 1300, og de analyseres i almindelighed som kilder til denne tids idehistorie, men som uegnede til at belyse de foregående århundreders begivenhedshistorie..
Niels Lukman har som den førende repræsentant for dansk sagnforskning påvist, at der er
”overensstemmelser i navnene på personer i den danske sagnhistorie og den germanske heltedigtning, og da disse navne i mange tilfælde kan føres tilbage til historiske personer, især goter, burgunder og hunner i folkevandringstiden, taber sagnene enhver tilknytning til Danmark.” .
De germanske sagn er i ovenstående tolkning således en form for vandrehistorier. Imidlertid har en del af de nævnte historiske personer rod i folkevandringstiden, hvilket åbner muligheden for, at sagnene er vandret med befolkningerne. Lotte Hedeager har i sin tolkning af fundne krigergrave fra perioden 200 til 500 bemærket
"Hvad vil da være mere nærliggende end at se krigsbytteofrene i lyset af de kampe.. som sikkert har stået mellem danerne og jyderne." .
Det kan være de omvæltninger, som især fandt sted i 400 – tallet, der har sat sine spor i sagnene. Sagnet om Hagbard og Signe, der findes i forskellige udgaver, handler om, at de to elskende fra fjendtlige stammer går i døden sammen, fordi deres familier er i indbyrdes fejde.. Sagnene har således gennem tiderne viderebragt de moralbegreber, som man i tiden fandt vigtige i de fortællinger om fortiden, som man i tiden fandt spændende.
Lighedspunkter mellem sagn fra forskellige egne af Europa kan også være et udtryk for, at der har været en kontakt mellem folkeslagene. Fundmaterialet i perioden fra omkring Kristi fødsel til folkevandringerne i det 5. århundrede vidner om mere organiserede handelsruter i det nordiske område end tidligere antaget. I forskningen har der især været fokuseret på gravfundene, som viser, at der har været væsentlige sociale forskelle i disse samfund. Gravene vidner også om krige, idet en del mandsgrave indeholder våbenudstyr og om ofringer, både af mennesker og andre offergaver. Sagnene kan være vidnesbyrd om disse begivenheder, men mangelen på skriftlige kilder betyder, at det er umuligt præcist at finde frem til den historiske kerne i disse overleveringer.

## Temaer
Mens det jævne, daglige arbejdsliv sjældent vakte opmærksomhed i overleveringen til senere generationer, var det de bemærkelsesværdige hændelser, mærkelige menneskeskæbner, navngivne og historiske personer, som ved dåd eller lidenskab hævede sig over det almindelige, der satte hverdagen i perspektiv. Krigerfærd, som vikingetogter mod de fremmede folk og fejder indbyrdes mellem nordiske stammer og høvdinge, eller historiske personer, som Muhammed, Sankt Peter, Jomfru Maria, Rolf Krake og Olav den Hellige kan også optræde i sagn. Nogle af temaerne er så holdbare, at de lever videre i moderne litteratur og film. F.eks. i Braveheart, fortællingerne om Robin Hood og ikke mindst en række Westerns, hvor grænsen mellem fakta og fiktion er helt udvisket.

## Eksempel på et sagn
Romanen Barbara (roman) fra 1939 bygger på et gammelt færøsk sagn fra 1700-tallet om kvinden Beinta.
"Kvinden Beinta var ond mod sine tre ægtemænd, der alle var præster. En fjerde præst nåede at bryde forlovelsen før de blev gift. Man var ifølge overleveringerne overbevist om, at hun var skyld i sine ægtemænds død, og at hun også var ond imod sit tyende".